# تقی تفضلی
تقی تفضلی (زادهٔ ۱۲۹۶ ه‍. خ – درگذشتهٔ؟) نویسنده، مترجم و نوازندهٔ سه‌تار اهل ایران بود. او تنها شاگرد ابوالحسن صبا در سه‌تار بود که به‌طور مشخص نزد او نواختن این ساز را فراگرفت. وی همچنین به مدت هفت سال ریاست کتابخانهٔ مجلس شورای ملی را بر عهده داشت.

## زندگی
تقی تفضلی در سال ۱۲۹۶ ه‍. ش متولد شد. او تحصیلات مقدماتی خود را در تهران به پایان رساند و پس از آن برای ادامهٔ تحصیل به فرانسه رفت. وی تحصیلات دانشگاهی خود تا دریافت مدرک دکترای حقوق ادامه داد و از دانشگاه سوبن فارغ‌التحصیل شد. تقی تفضلی پس از بازگشت به ایران از سال ۱۳۱۸ فعالیت خود را در مجلس شورای ملی آغاز کرد. پس از مدتی، در زمان ریاست ابراهیم شریفی به عنوان معاون کتابخانهٔ مجلس به فعالیت خود ادامه داد. او در سال ۱۳۳۹ به ریاست کتابخانهٔ مجلس شورای ملی منصوب شد و تا سال ۱۳۴۶ در این سمت باقی ماند. تقی تفضلی از دوستان نزدیک صادق هدایت و ابوالحسن صبا بود و به‌واسطهٔ دوستی با صبا، نواختن ساز سه‌تار را از وی آموخت. تقی تفضلی نخستین‌بار در سال ۱۳۳۶ در مجلهٔ موسیقی، از ویژگی‌های ممتاز سه‌تارنوازی صبا نوشت و پس از آن با انتشار عمومی ضبط‌های خانگی سه‌تار او، شیوهٔ نوازندگی صبا به عنوان یک مکتب جدی در سه‌تارنوازی به رسمیت شناخته شد.

## آثار مکتوب

### کتاب
- اهتمام و تصحیح کتاب رسالهٔ عشق و عقل (معیار الصدق فی مصداق العشق) تألیف نجم‌الدین رازی[۶]
- تصحیح دیوان عطار، انتشارات انجمن آثار ملی، ۱۳۴۱[۷]
- ترجمهٔ کتاب غزل‌های عاشقانهٔ ویلیام شکسپیر[۸]
- اهتمام و ترجمهٔ کتاب سفرنامهٔ سانسون[۹]

### مقاله
- دو غزل از ویلیام شکسپیر[۱۰]
- سه غزل از ویلیام شکسپیر[۱۱]
- آثار و مقامات علمی میرفندرسکی[۱۲]
- تحقیق و بررسی دربارهٔ معنی و مفهوم کلمه حق[۱۳]
- بررسی و تحقیق دربارهٔ نامه محی‌الدین بن عربی به امام فخر رازی[۱۴]
- دوست یابی دکتر شفق[۱۵]
- چرا باید[۱۶]
- سه‌تار صبا[۱۷]
- شهریار و صبا[۱۸]